# Liste der Biografien/Dex
Liste der Biografien |
Portal Biografien |
Personensuche
# |
A |
B |
C |
D |
E |
F |
G |
H |
I |
J |
K |
L |
M |
N |
O |
P |
Q |
R |
S |
T |
U |
V |
W |
X |
Y |
Z |
?
 
Da |
Db |
Dc |
Dd |
De |
Dg |
Dh |
Di |
Dj |
Dk |
Dl |
Dm |
Dn |
Do |
Dq |
Dr |
Ds |
Du |
Dv |
Dw |
Dy |
Dz
 
De A |
De B |
De C |
De D |
De E |
De F |
De G |
De H |
De J |
De K |
De L |
De M |
De N |
De P |
De Q |
De R |
De S |
De T |
De V |
De W |
De Y |
De Z 

Dea |
Deb |
Dec |
Ded |
Dee |
Def |
Deg |
Deh |
Dei |
Dej |
Dek |
Del |
Dem |
Den |
Deo |
Dep |
Deq |
Der |
Des |
Det |
Deu |
Dev |
Dew |
Dex |
Dey |
Dez
Die Liste der Biografien führt alle Personen auf, die in der deutschsprachigen Wikipedia einen Artikel haben. Dieses ist eine Teilliste mit 40 Einträgen von Personen, deren Namen mit den Buchstaben „Dex“ beginnt.

## Dex
- Dex, Barbara (* 1974), belgische SängerinBarbara Dex (* 1974)

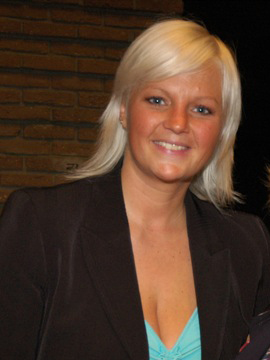
Barbara Dex (* 1974)

- Dex, Josef Franz (1899–1945), österreichischer Architekt, Innenarchitekt, Designer und Maler

### Dexa
- Dexamenos von Chios, antiker griechischer Gemmenschneider

### Dexb
- Dexbach, Johann Helfrich (1629–1682), deutscher Rechtswissenschaftler und Hochschullehrer

### Dexe
- Dexel, Bernhard (1919–2000), deutscher Architekt
- Dexel, Birga (* 1967), deutsche Journalistin, Fernsehmoderatorin und Buchautorin
- Dexel, Thomas (1916–2010), deutscher Kunsthistoriker, Sammler und Leiter der Formsammlung der Stadt Braunschweig (1955–1996)
- Dexel, Walter (1890–1973), deutscher Maler, Werbegrafiker, Designer, Verkehrsplaner, Kunsthistoriker und Museumsleiter

### Dexh
- Dexheimer, Johann Friedrich (1922–2013), deutscher Heimatdichter
- Dexheimer, Ludwig (1891–1966), deutscher Chemie-Ingenieur und Schriftsteller

### Dexi
- Dexicrates, Flavius, spätantiker Politiker und Konsul (503)
- Dexikrates, griechischer Komödiendichter
- Dexikrates, griechischer Koroplast
- Dexinger, Ferdinand (1937–2003), österreichischer Judaist
- Dexippos, spätantiker Philosoph
- Dexippus, Publius Herennius, griechischer Historiker

### Dexn
- Dexne, Christian (* 1971), deutscher Fernsehjournalist
- Dexne, Holger (* 1975), deutscher Schauspieler

### Dext
- Dexter, römischer Konsul (263)
- Dexter (* 1983), deutscher Hip-Hop-Produzent
- Dexter, Aaron (1750–1829), US-amerikanischer Mediziner und Chemiker
- Dexter, Al (1905–1984), US-amerikanischer Country-Musiker und Songwriter
- Dexter, Alan (1918–1983), britischer Schauspieler und Komponist
- Dexter, Brad (1917–2002), US-amerikanischer Filmschauspieler und Filmproduzent
- Dexter, Colin (1930–2017), britischer Krimi-Schriftsteller
- Dexter, Darrell (* 1957), kanadischer Politiker
- Dexter, Elliott (1870–1941), US-amerikanischer Film- und Theaterschauspieler
- Dexter, Felix (1961–2013), britischer Schauspieler, Comedian und Schriftsteller
- Dexter, James (* 1973), US-amerikanischer Footballspieler
- Dexter, John (1925–1990), englischer Regisseur
- Dexter, John († 2023), US-amerikanischer Musiker (Bratsche)
- Dexter, Lewis Anthony (1915–1995), US-amerikanischer Politikwissenschaftler und Soziologe
- Dexter, Maxine (* 1972), US-amerikanische Politikerin (Demokraten)
- Dexter, Pete (* 1943), US-amerikanischer Romancier und Drehbuchautor
- Dexter, Rosemary (1944–2010), britische Schauspielerin
- Dexter, Samuel (1761–1816), US-amerikanischer Politiker
- Dexter, Ted (1935–2021), englischer Cricketspieler und Mannschaftskapitän der englischen Nationalmannschaft
- Dexter, Timothy (1747–1806), US-amerikanischer Autor und GeschäftsmannTimothy Dexter (1747–1806)
- Dexters, Tanja (* 1977), belgisches Model

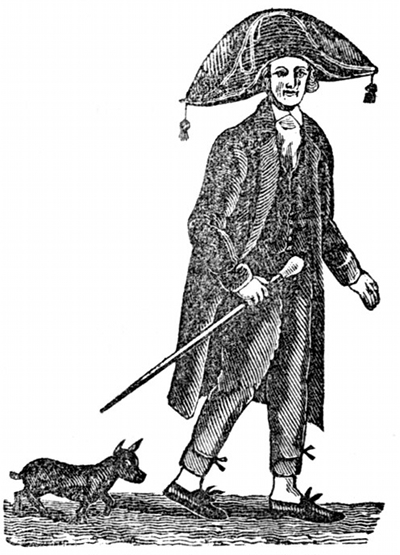
Timothy Dexter (1747–1806)

- Dextor, Marianne (1942–2020), deutsche Malerin, Grafikerin und Fotografin